# Secrétaire des affaires étrangères
 (octobre 2015).
Cet article possède des paronymes, voir Secrétaire d'État des Affaires étrangères (Ancien Régime) et Secrétariat des Affaires étrangères.
Pour le corps de catégorie B, voir Secrétaire de chancellerie.
Les secrétaires des affaires étrangères (SAE) constituent un corps de catégorie A de la fonction publique française, exerçant uniquement au ministère chargé des affaires étrangères et divisé en trois cadres.

## Cadre général
Recrutement par concours externe ou interne ou liste d'aptitude.

## Cadre d'Orient
Recrutement par concours externe ou interne, épreuves spécifiques (civilisation et langue) à une zone géographique (Europe orientale et Asie centrale, Asie méridionale et Extrême Orient ou Maghreb, Moyen Orient et Afrique).
Depuis 2025, les langues rattachées aux différentes sections sont :
- Europe orientale et Asie centrale : russe, turc ;
- Asie méridionale et Extrême-Orient : chinois (mandarin), hindi, japonais ;
- Maghreb, Moyen-Orient : arabe littéral, hébreu, persan ;
- Afrique : haoussa, mandingue, peul, swahili, wolof.

## Cadre d'administration
Recrutement par les instituts régionaux d'administration (IRA).